# Héctor Blondet
Pour les articles homonymes, voir Blondet.
Héctor Blondet, né le 12 mai 1947, à Brooklyn, à New York et décédé le 9 septembre 2006, à Morovis, à Porto Rico, est un joueur portoricain de basket-ball. Il évolue durant sa carrière aux postes d'arrière et d'ailier.

## Palmarès
- Finaliste des Jeux panaméricains de 1971